# Pierre Monatte
Pierre Monatte (15 janeiro 1881 - 27 junho 1960) foi um sindicalista revolucionário francês, fundador da Confederação Geral do Trabalho no início do século XX, e do jornal La Vie Ouvrière em 5 de outubro de 1909. Monatte é considerado uma das grandes figuras do anarcossindicalismo.

## Biografia
Operário da indústria gráfica, Monatte foi fundador da revista Vida Operária (1909) e um dos organizadores da CGT (Confederação Geral do Trabalho), onde criou, em Abril de 1919, os Comités Sindicalistas Revolucionários. Foi também um ferrenho opositor à Primeira Guerra Mundial.
Suas idéias possuíam forte identificação com o Anarquismo, tendo ficado famoso seu debate teórico com Malatesta, no Congresso Internacional Anarquista de Amsterdam (1907).
Mas após esse Congresso, ele aproximou-se dos Bolcheviques, e filiou-se ao PCF (Partido Comunista Francês), em 1923, de onde acabou sendo expulso, em 1924, por suas posições contrárias à linha stalinista. Nesse mesmo ano, junto com Robert Louzon, criou a revista Revolução Proletária, que exerceu uma certa influência sobre o movimento sindicalista e militantes de esquerda, entre as duas guerras mundiais. Em 1926, fundou a Liga Sindicalista.
A crítica à sua política, escrita por León Trotsky, foi publicada em 1929 